# Constança de Castella i de Barcelona
|  | No s'ha de confondre amb Constança de Barcelona. |

Constança de Castella i de Barcelona (v 1140 - 1160), infanta de Barcelona i reina consort de França (1157-1160).
Filla d'Alfons VII de Lleó i de Berenguera de Barcelona, es casà el 1154 amb el rei de França Lluís VII, de la qual fou la seva segona esposa. D'aquesta unió tingueren una filla:
- Margarida de França, casada amb Enric d'Anglaterra, duc de Normandia en primeres núpcies, i amb Béla III d'Hongria
- Adela, comtessa de Vexin (1160-1221), casada el 1195 amb Guillem III de Ponthieu

## Biografia
Celebrà el seu casament el 1154, després d'haver repudiat el monarca francès a la seva primera esposa Elionor d'Aquitània, sent coronada a la catedral d'Orleans per Hugo, arquebisbe de Sena, fet que va motivar diverses protestes de part del metropolità de Roma, que pretenia tenir la prerrogativa exclusiva de consagrar els reis i reines de França. Rodrigo de Toledo escriptor del segle xiii, diu que a poca gent mal intencionada es va fer servir per París la calúmnia que la nova reina era filla bastarda del monarca castellà, per tal de sembrar dissensions entre ella i el seu marit. Lluís VII per posar en clar aquella circumstància, va pretextar un pelegrinatge a Santiago de Compostel·la. Alfonso VII, envoltat de la noblesa castellana, lleonesa i navarresa, va sortir a esperar-lo fins a Burgos, juntament amb el rei de Navarra, acompanyant-li tots dos monarques fins a Santiago i d'allà a Toledo, tributant-li tot gènere d'atencions i honors, en aquella brillant cort on van aparèixer junts els més altius i aclarits senyors cristians i àrabs, i entre ells el comte de Barcelona. Meravellat Luis de tanta esplendor i riquesa, desconeguda per a ell, Alfonso VII presentant-li al comte de Barcelona, és fama que li va dir:
| « | <"Aquest és el germà de Berenguela, mare de la vostra esposa i reina de Castella i de Lleó amb la qual em vaig casar, ja veieu, doncs, que ni és de baixa llinatge ni jo sóc un monarca desprestigiat, com us han dit vils calumniadors."> | » |

, a la qual cosa el rei de França, va contestar: 
| « | <"Dono gràcies a Déu que m'ha permès contraure matrimoni amb la filla de tan elevat senyor i de la noble germana de tan excels príncep."> | » |

(De Rebus Hispaniae, lib. VII, cap. IX que figura en el Reccueil des historiens de France, t. XII, pàg. 383).

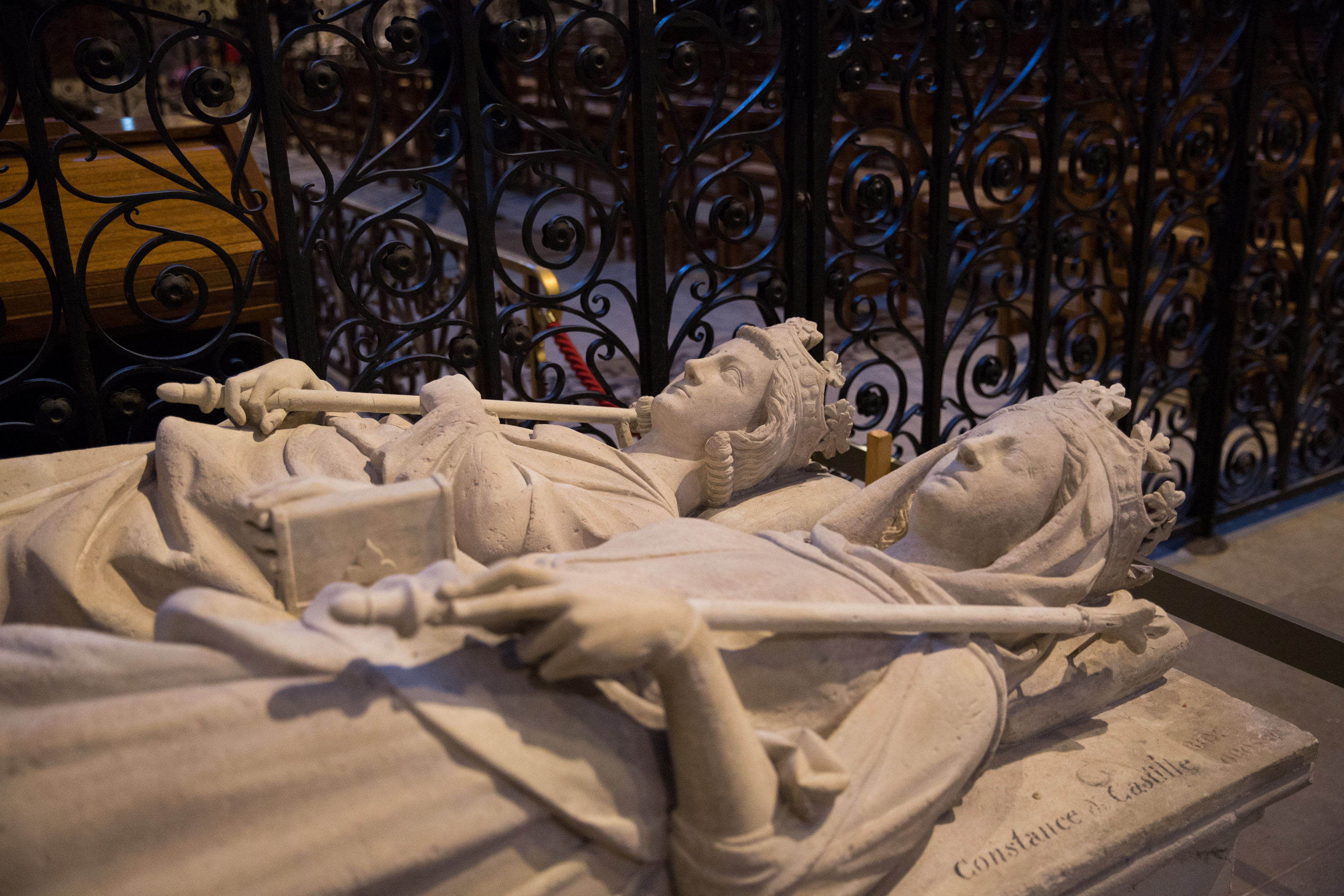
Tomba de Constança a Saint-Denis

En morir va deixar fama per la seva bellesa i virtuts, i va ser enterrada a la Basílica de Saint-Denis.

Quan Sant Lluís el 1263 va fer buscar les restes dels reis avantpassats seus, va inhumar les de Constança al cor, al costat de l'Evangeli, en un mausoleu rematat per una estàtua jacent d'aquella sobirana amb la inscripció:
| « | "Constantia, regina quae venit d'Ispania". | » |

La Convenció de 1703 va fer obrir la seva tomba, de la qual van treure el seu segell de plata, que es conserva al gabinet de medalles de la Biblioteca Nacional de París, i la seva estàtua, transportada durant la Revolució el museu dels Petits Augustins, va ser tornada a la basílica de Saint-Denis el 1817.